# Carolus Boers

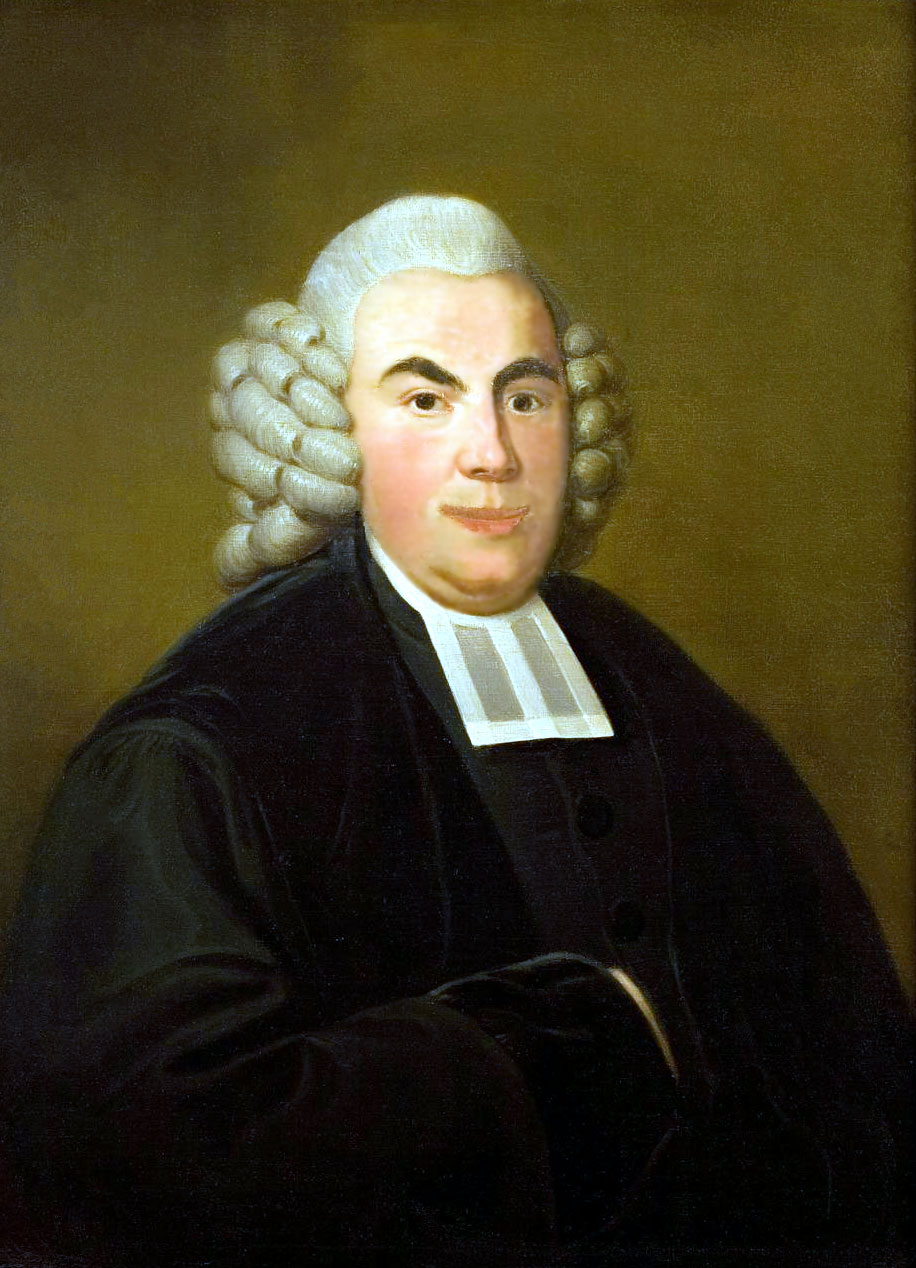
Carolus Boers

Carolus Boers auch: Carel Boers (* 6. Juni 1746 in Voorschoten; † 20. Mai 1814 in Leiden) war ein niederländischer reformierter Theologe.

## Leben
Carolus Boers entstammte als Sohn des Adrianus Boers (get. 3. September 1711 in Katwijk, † 1746) und dessen Frau Sara Dorothea Musketier (1725–1746) einer angesehenen bürgerlichen Familie. Er hatte seine erste Ausbildung in Breda, in Dordrecht und Delft erhalten, wo der Philologe Henricus Hoogeveen (1712–1791) sein Lehrer war. 1766 schrieb er sich in die Matrikel der Universität Utrecht ein und verbrachte ein Jahr an der Universität Groningen, wo er sich am 10. September 1766 immatrikuliert hatte. Hier hatten vor allem Nikolaus Wilhelm Schröder, Dionysius van de Wijnpersse, Paulus Chevallier und Michael Bertling (1710–1772) mit ihren Vorlesungen einen prägenden Einfluss auf seine Ausbildung. Zurückgekehrt nach Utrecht besuchte er die Vorlesungen Petrus Wesselings, Sebald Raus und Christoph Saxes. In Utrecht wurde er am 23. Oktober 1768 als Kandidat der Theologie aufgenommen und promovierte mit dem Thema Exhibens specimen observationum ad nuperam N.T. versionem Brittannicam ab E. Harwood am 8. Dezember 1768 unter Gisbert Matthias Elsner zum Doktor der Theologie.
Am 21. Dezember 1768 wurde er als Pfarrer Roosendaal berufen, wo er am 15. Januar 1769 sein Amt mit einer Predigt über Matth. 28: 18-20 antrat und bis zum 16. Dezember 1770 wirkte. Am 30. September 1770 übernahm er ein Pfarramt in Waddingsveen und Bloemendaal, welches Amt er bis zum 19. Februar 1775 versah. Nachdem er am 27. November 1774 einen Ruf als Pfarrer in Muiden erhalten hatte, trat er am 12. März 1775 diese Aufgabe an und blieb hier bis zum 14. April 1776. Denn am 5. Februar 1776 hatte er eine Berufung als Pfarrer nach Amersfoort erhalten, welches Amt er am 28. April 1776 mit der Antrittspredigt Jes. 1:7 übernahm. Auch in Amersfoort wirkte er nicht lang, denn am 9. November 1777 hatte er hier seine Abschiedspredigt über Hand 18:11 gehalten, nachdem er am 29. August 1777 einen Ruf als Pfarrer nach Haarlem erhalten hatte. In Haarlem begann er seinen Pfarrdienst am 23. November 1777 und wirkte hier anderthalb Jahre, bis zum 16. Mai 1779.
Am 8. Februar 1779 hatte er von den Kuratoren der Universität Leiden einen Ruf als Professor der Theologie erhalten, welchen Lehrstuhl er am 21. Juni 1779 mit der Antrittsrede de difficultatibus, quae disciplinae theologicae professionem premunt, et de potissimis quae illarum mitigationi inserviant, levamentis übernahm. Am 20. September 1779 übernahm er als Regent des Statencollegs die Leitung des theologischen Seminars der Leidener Hochschule. Als Leidener Hochschullehrer beteiligte er sich auch an den organisatorischen Aufgaben der Hochschule und war 1784/85 Rektor der Alma Mater. Dieses Amt legte er mit der Rede de religione praeclaro sanitatis praesidio nieder. Aus politischen Gründen, weil er sich auf die Seite der Anhänger des Erbstatthalters von Oranien in den Auseinandersetzungen der Batavischen Republik gestellt hatte, wurde er, wie seine Amtskollegen Adrian Kluit und Friedrich Wilhelm Pestel, am 21. Februar 1795 als Professor entlassen und am 14. März 1795 wurde ihm die Leitung des Staten Collegs entzogen. Als sich die politischen Verhältnisse geändert hatten, wurde am 6. Februar 1802 seine Professur wiederhergestellt und er wurde wieder Regent des Staten Collegs.
Boers war zwei Mal verheiratet.
Seine erste Ehe schloss er 1769 mit Lucia (* 1743 in Amsterdam-1801 in Leiden), Tochter des Amsterdamer Bürgers Hermann Ameshoff (* 1660 in Gildenhaus (Bentheim);† 1719 in Amsterdam). Aus der Ehe gingen drei Söhne und drei Töchter hervor. Zwei Söhne und eine Tochter verstarben jung. Die jüngste Tochter, unbekannten Namens, verstarb im Alter von ca. 30 Jahren 1812 in Delft. Der älteste Sohn Adrianus Theodorus Johannes Boers (* 1777 in Amersfoort; † 1799 in Amsterdam), promovierte zum Doktor der Rechte und die Tochter Philippa Johanna Petronella Boers (* 4. März 1780 in Leiden; † 19. November 1825 in Delft) heiratete am 15. März 1803 in Amsterdam Dr. theol. Johannes Jacobus Metelerkamp (* 31. Dezember 1777 in Gouda; † 16. Januar 1839 in Utrecht).
Seine zweite Ehe schloss er 1803 mit Petronella Louise Brugmans, Tochter des Groninger Professors Antonius Brugmans. Die Ehe blieb kinderlos.

## Werke
- E. Harwood’s A new Introduction to the study and knowledge of the N.T. 1767.
- A liberal translation of the N.T. with select notes. 1768.
- Oratio de difficultatibus quae disciplinae theologicae professionem premunt et de potissimis, quae illarum mitigationi inserviant, levamentis. Leiden 1779.
- G. West. De geschiedenis en de bewijzen voor de sekerheid van de opstanding van Jezus Christus uit de dooden, als de eenige steun en vaste hoop der Christenen, in een nieuw licht gesteld. Utrecht 1772.
- Kort onderwijs in de godsdienst- en zedeleer in vierregelige versen, tot gebruik voor eenvoudigen opgesteld.
- Leerrede over de woorden van Josua 24:15b. 1774.
- Verklaring overde gelijkenis van den verloren zoon. Utrecht 1777.
- Oratio de religione praeclaro sanitatis praesidio. Leiden 1784.
- Drie leerredenen over Jacobs droom en worsteling. Leiden 1797.
- Leerredenen over Hebr. XII:25-29. Leiden 1798. 3. Bände.
- Handboek voor jonge predikanten. Leiden 1807, 1866.

## Weblink
- Carolus Boers bei der DBNL